# Project Wingman
Project Wingman (Проект Ведомый) — аркадная инди-игра в жанре симулятора воздушного боя разработанная австралийской студией Sector D2 и изданная Humble Games . Выпущена 1 декабря 2020 года для Microsoft Windows . В игре есть два игровых режима: кампания и завоевание. В режиме кампании рассказывается история войны, разворачивающейся на альтернативной Земле между Каскадийской Республикой и Тихоокеанской Федерацией, через молчаливого главного героя по позывному Монарх, пилота-наёмника. В режиме завоевания игрок пошагово захватывает Каскадию, завоевывая территории, покупая новые самолеты и нанимая союзников.

## Геймплей
Геймплей Project Wingman в основном вдохновлен серией игр Ace Combat, в которых игрок может выбрать один из множества предложенных истребителей для участия в боях с воздушными, морскими и наземными целями. Большинство самолетов основано на реальных моделях, их названия и дизайн немного изменены для предотвращения нарушения авторских прав. Игра также поддерживает виртуальную реальность и джойстик-штурвал .
В режиме кампании игрок участвует в 21 миссии. В каждой миссии, игра побуждает игрока выбирать правильные самолеты и подвесное вооружение. Перед каждой миссией игрок слушает внутриигровой брифинг с подробным описанием сюжетных событий, ожидаемого состава сил противника и параметров успеха миссии, прежде чем выбрать один из доступных самолетов и снаряжение для вылета. Все самолеты оснащены ложными тепловыми целями (тепловые ловушки), которые могут использоваться для рассеивания вражеских ракет, но более продвинутые самолеты включают возможность выбора модуля угла атаки, обеспечивающий сверхманевренность .
В режиме завоевания игрок захватывает территорию, причем каждая миссия становится более сложной, чем предыдущая. Враги становятся сильнее, но и игрок получает больше ресурсов для наёма союзников.
Под конец миссии, игрок получает игровую валюту, на которую может купить новые самолёты. Игрок начинает игру с учебно-тренировочными вариантами самолетов F-4 Phantom II и МиГ-21 .

## Синопсис

### Сеттинг
Действие игры происходит на альтернативной Земле, пострадавшей от всемирного катаклизма столетия назад, в результате которого был обнаружен ценный геотермальный энергетический ресурс под названием «Кордий». Также были созданы многочисленные запретные зоны по всей планете. Летоисчисление в новой Земле началось от точки катаклизма, так называемой «Эры после бедствия» (ПБ)
В 432 году ПБ, Тихоокеанская федерация, многонациональная держава, контролирует месторождения кордия в пределах Огненного кольца . Каскадийская республика, лидер в добыче Кордия, узнав, что Федерация использует их ресурсы для наращивания своей боевой машины, принимает решение отделиться. Федерацию такой исход не устраивает, и они начинают военную экспансию страны, отрезав Каскадию от внешнего мира. Несколько частных военных компаний, таких как Корпус наемников Сикарио, наняты Каскадией для ведения войны против Федерации.
Игрок управляет безмолвным главным героем игры с позывным «Монарх», который является членом команды «Киллеры» пилотов Сикарио, нанятых Каскадией, в которую также входят два других пилота с позывными «Дипломат» и «Комик»; и оператор систем вооружения Монарха «Президент». В число других членов Сикарио входят основной оператор АВАКС с позывным «Галактика» и лидер компании с позывным «Кайзер», который также является пилотом и лидером команды «Ассасин».

### Сюжет
Игра начинается завершением контракта с Креольской республикой, после чего корпус наемников "Сикарио" нанимается республикой Каскадия для ведения войны за независимость против Тихоокеанской Федерации. После пересечения границы Каскадии и одной из боёв с войсками Федерации "Сикарио" обосновываются на базе "Роузендауэр". Силы Федерации одерживают верх на ранних этапах войны, захватывая столицу Каскадии, город Президия; но усилиями Сикарио (во главе с командой «Киллеры») Каскадийцы переломили ситуацию и отвоевали большую часть территории страны, выжив в двух столкновениях с элитной миротворческой эскадрильей «Алые», состоящей из лучших асов Федерации. Выдающиеся боевые достижения «Киллеров» привели к тому, что его пилоты, особенно Монарх, стали известны, как в Федерации, так и в каскадийских войсках.
Во время войны «Киллеры» выполняют миссию на оффшорном исследовательском центре, контролируемом Федерацией, с целью раскрыть информацию об их проектах. Друид, наемница из предыдущей войны в Океании, пилотирует экспериментальный истребитель, именуемый «Копьё» организации Icarus Armory, пытаясь остановить и отвлечь наемников от убегающего с поле боя экспериментального истребителя «Проект Ведомый». Друид оказывается побеждённой, но выживает благодаря боевым данным, полученным учеными Федерации.
Во время последующей миссии по освобождению Просперо, главного экономического центра Каскадии, Федерация бомбардировала город крылатыми ракетами, обогащенными кордием, в попытке остановить продвижение повстанческих сил. Боеголовки вызвали подземную цепную реакцию кордия, дестабилизирующая Огненное кольцо, и опустошая большую часть Тихоокеанского рубежа в результате тектонического сдвига. Город находится в руинах, а их сенсоры повреждены, и «Киллеры» выходят из боя. Они снова сталкиваются с Друидом, возглавляющая группу охотников за головами, намеревающихся устранить «Киллеров», чьи личности стали известны общественности. Утечка ставит под угрозу безопасность «Киллеров» как наемников. В конце концов они сбивают Друида и охотников за головами, прежде чем воссоединиться с остатками Сикарио. Поскольку они планируют бежать из страны, правительство Каскадии предлагает Сикарио сделку, предоставив опубликованный Друидом компромат на команду «Киллеров». Тем самым, победа в войне за независимость Каскадии, стала единственной возможностью для «Киллеров» сохранить анонимность.
Принимая условия Каскадии, Сикарио ведет повстанцев против оставшихся сил Федерации в Каскадии, в конечном итоге победив эскадрилью «Алых» в третьем сражении. Тем временем Кайзер собирает армию наемников со всего мира, используя огромные ресурсы, предоставленные правительством Каскадии. Во время последней крупной битвы за освобождение Президии, обе стороны конфликта соглашаются на прекращение огня, когда битва заканчивается. Тем не менее, «Алый 1», теперь охваченный безумием из-за того, что ему пришлось сражаться со своими соотечественниками и потерять свою эскадрилью, летит на истребителе «Проект Ведомый» и атакует Президию ракетами с Кордием, вопреки приказу своего начальства, вызывая массовые разрушения и сбивая всех пилотов, кроме Монарха. кого он вызывает на дуэль. Уцелевшие силы Федерации и Каскадии наблюдают за битвой вместе с поисковым отрядом Сикарио, спасавшие сбитых ведомых Монарха. «Алый 1» в конечном итоге сбит Монархом, что положило конец войне.
После войны Каскадия выполнила свою часть сделки с Сикарио. Местонахождение «Киллеров» неизвестно, и они объявлены в розыск, хотя возможно, они взяли новые личности в рамках сделки. Оставшиеся силы Федерации опасаются своего наказания по подозрению в нарушении режима прекращения огня, а каскадийцы клянутся отомстить Федерации. Потерпев огромные потери и имея репутацию, запятнанную применением оружия массового поражения с Кордием, Федерация сталкивается с многочисленными повстанческими движениями из других государств-членов, поддерживаемых теперь независимой Каскадией (которая стала убежищем для наемников).

### "Frontline - 59" (Дополнение к основному сюжету)
Во время битвы за Берингов пролив, резервистская эскадрилья К-9 была экстренно мобилизована и получила приказ присоединиться к сражению, несмотря на свою неопытность. Однако они не успевали присоединиться к битве, и теперь вынуждены прикрывать отступающие силы Федерации, в результате чего они спасают эскадрилью Алые. В свете огромных потерь, которые они понесли, Федерация мобилизует резервы на всей прифронтовой территории Магадана, поскольку Каскадия проводит десантное вторжение во главе с генералом Фаустом. Несмотря на то, что К-9 и миротворческая эскадрилья "Сталь" нанесли тяжелые потери каскадийцам, они не могут остановить вторжение и вынуждены отступить вглубь страны.
В течение следующего месяца К-9 участвует в оборонительных операциях, выигрывая достаточно времени для перегруппировки основных сил Федерации. Переломный момент наступает, когда Драйвер (проантагонист дополнения) совершает дерзкий рейд по подземному туннелю, уничтожая штаб-квартиру каскадийцев, приводя в замешательство все силы вторжения. Затем полностью собранные силы Федерации оттесняют повстанцев обратно к побережью, отвергая все предложения о прекращении огня. Основные силы вторжения уничтожены, и Федерация начинает ответное вторжение в Каскадию. Однако вместо того, чтобы вернуться в резерв, как планировалось, К-9 отправляется остановить последнюю отчаянную атаку генерала Фауста, направленную против крупнейшей геотермальной станции Магадана.
Драйвер уничтожает дирижабль Фауста прежде, чем он сможет атаковать геотермальную станцию. Однако, когда ее дирижабль взрывается, Фауст предупреждает об ужасной тайне, которую он узнал во время последней войны в Океании. Наёмники называют эту тайну "святой", и она уничтожит либо Федерацию, либо Каскадию. Миссия завершается как раз в тот момент, когда К-9 наблюдают полёт крылатых ракет, обогащённых Кордием, летящие в сторону Просперо.
Впоследствии, благодаря вкладу в отражении вторжения в Магадан, Драйвер рассматривается на повышение до полноправного миротворца.

## Разработка
Разработка Project Wingman началась в ноябре 2015 года. В 2017 году Project Wingman был профинансирован грантом от Epic Games «Unreal Dev Grant». Поклонники собрали на Kickstarter 114 544 австралийских доллара, значительно превысив первоначальную цель — 35 000 австралийских долларов. Сюжетный режим был воплощен командой разработчиков, но расходы на кат-сцены, по словам разработчиков, выходили за рамки бюджета, так что от них пришлось отказаться. Дата выхода Project Wingman изначально была заявлена на лето 2020 года, а затем была перенесена на начало 2021 года, но по итогу, дата выпуска была назначена на 1 декабря 2020 года в связи с тем, что разработка идет намного быстрее, чем ожидалось.
Композитор Хосе Павли создал саундтрек к игре.

## Оценки
| Сводный рейтинг        | Сводный рейтинг |
| Агрегатор              | Оценка          |
| ---------------------- | --------------- |
| Metacritic             | 75/100          |
| OpenCritic             | 73/100          |
| Иноязычные издания     |                 |
| Издание                | Оценка          |
| PC Gamer (US)          | 78/100          |
| TheGamer               | [ 9 ]           |
| Noisy Pixel            | 8/10            |
| Screen Rant            | [ 11 ]          |
| The Indie Game Website | 7/10            |

Согласно агрегатору отзывов Metacritic, Project Wingman получил «смешанные или средние отзывы» от критиков. Отзывы игроков были более благоприятными: Project Wingman получил 94 % положительных отзывов в Steam, а общий рейтинг в Good Old Games составил 4,8 из 5 звезд.
Чарли Холл из Polygon хвалит игру за её экшн, который встречается в серьёзных авиасимуляторах и шутеров от первого лица. Он также заявляет, что игра предлагает игрокам визуальную и звуковую обратную связь, что делает игру увлекательной. Шон Мюррей из TheGamer хвалит улучшение игры по формуле Ace Combat, позволяя игрокам выбирать несколько видов оружия и добавленный режим пошагового завоевания, но и критикует игру, за отсутствие разнообразия в миссиях, говоря: "Каждая миссия в Project Wingman по сути сводится к «иди сюда, стреляй туда».